# Cheilinus

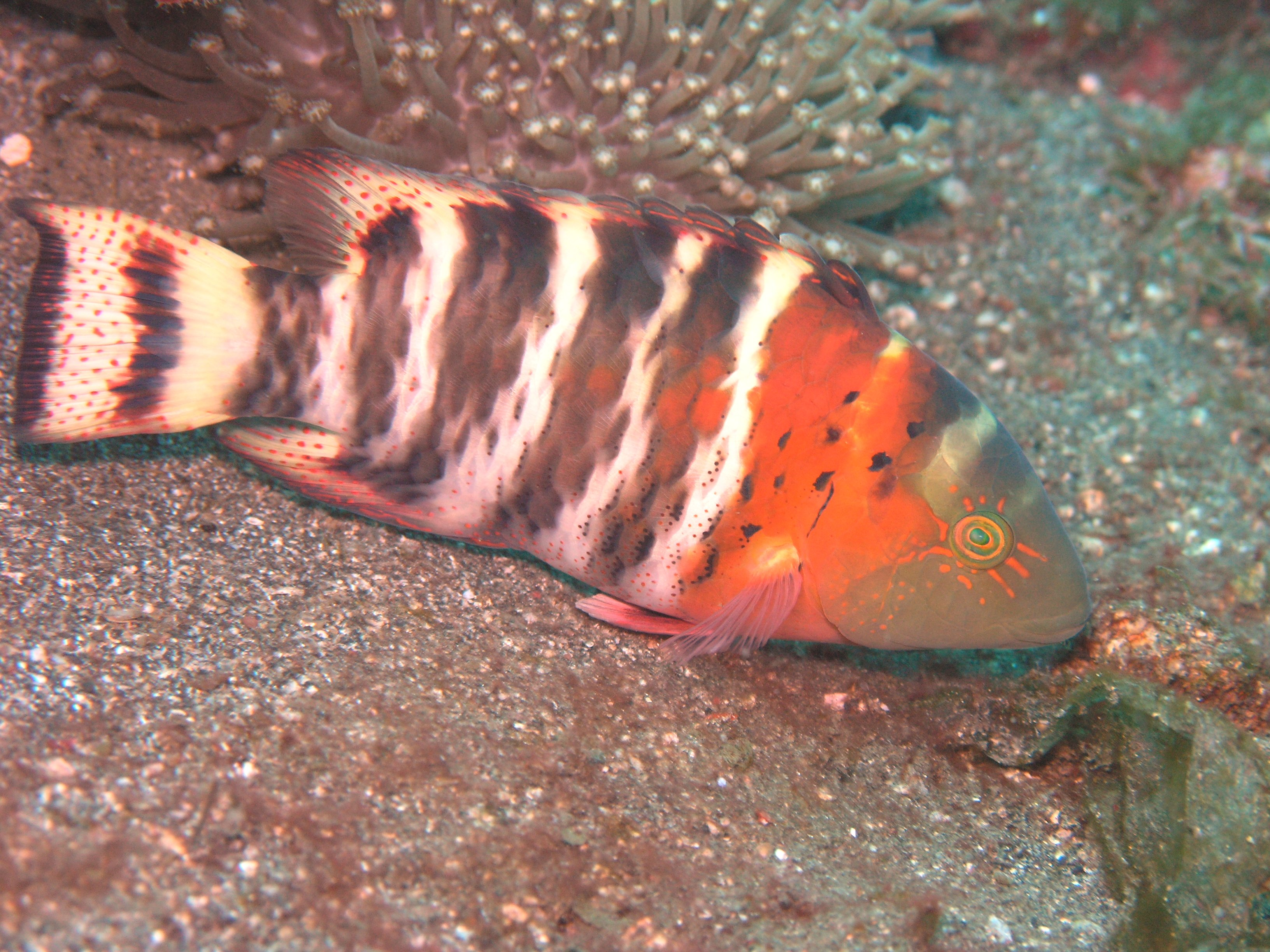
Cheilinus fasciatus

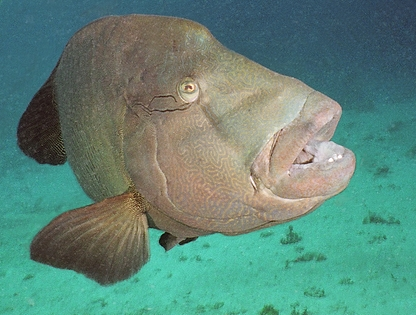
Cheilinus undulatus

Cheilinus és un gènere de peixos de la família dels làbrids i de l'ordre dels perciformes.

## Taxonomia
- Cheilinus abudjubbe (Rüppell, 1835)
- Cheilinus arenatus (Valenciennes, 1840)
- Cheilinus aurantiacus (Castelnau, 1872)
- Cheilinus bimaculatus (Valenciennes, 1840)
- Cheilinus celebicus (Bleeker, 1853)
- Cheilinus chlorourus (Bloch, 1791)
- Cheilinus coccineus (Rüppell, 1828)
- Cheilinus digramma (Lacépède, 1801)
- Cheilinus fasciatus (Bloch, 1791)
- Cheilinus hexataenia (Bleeker, 1857)
- Cheilinus lacrymans (Valenciennes, 1840)
- Cheilinus lunulatus (Forsskål, 1775)
- Cheilinus mentalis (Rüppell, 1828)
- Cheilinus nigropinnatus (Seale, 1901)
- Cheilinus notophthalmus (Bleeker, 1853)
- Cheilinus orientalis (Günther, 1862)
- Cheilinus oxycephalus (Bleeker, 1853)
- Cheilinus oxyrhynchus (Bleeker, 1862)
- Cheilinus radiatus (Valenciennes, 1840)
- Cheilinus rhodochrous (Günther, 1867)
- Cheilinus roseus (Valenciennes, 1840)
- Cheilinus trilobatus (Lacépède, 1801)
- Cheilinus undulatus (Rüppell, 1835)
- Cheilinus unifasciatus (Streets, 1877)[2][3][4][5][6][7][8][9][10][11]